# Montigny (Sarthe)
Montigny ist eine Commune déléguée in der französischen Gemeinde Villeneuve-en-Perseigne mit 23 Einwohnern (Stand: 1. Januar 2022) im Département Sarthe in der Region Pays de la Loire. Die Einwohner werden Ignymontais genannt.
Zum 1. Januar 2015 wurde Montigny mit den Gemeinden Lignières-la-Carelle, Saint-Rigomer-des-Bois, Roullée, Chassé und La Fresnaye-sur-Chédouet zur neuen Gemeinde (Commune nouvelle) Villeneuve-en-Perseigne zusammengelegt. Die Gemeinde gehörte zum Arrondissement Mamers und zum Kanton Mamers.

## Geographie
Montigny liegt etwa 48 Kilometer nördlich von Le Mans und etwa acht Kilometer ostnordöstlich von Alençon. Im Nordosten verläuft die Sarthe.

## Bevölkerungsentwicklung
| Jahr                       | 1962 | 1968 | 1975 | 1982 | 1990 | 1999 | 2006 | 2012 |
| Einwohner                  | 52   | 57   | 47   | 45   | 47   | 51   | 45   | 36   |
| Quellen: Cassini und INSEE |      |      |      |      |      |      |      |      |

## Sehenswürdigkeiten
- alte Kirche aus dem 13. Jahrhundert
- Schloss aus dem Jahre 1750
- Gutshof Les Riaux aus dem 16. Jahrhundert